# Glaucolepis
Glaucolepis is een geslacht van vlinders van de familie van de dwergmineermotten (Nepticulidae), uit de onderfamilie Nepticulinae.

## Soorten
- G. aerifica (Meyrick, 1915)
- G. albiflorella (Klimesch, 1978)
- G. alypella (Klimesch, 1975)
- G. andalusica (Z. Laštůvka & A. Laštůvka, 2007)
- G. argentosa Puplesis & Robinson, 2000
- G. bleonella (Chrétien, 1904)
- G. bupleurella (Chrétien, 1907)
- G. chretieni (Z. Laštůvka, A. Laštůvka & van Nieukerken, 2013)
- G. corleyi (Z. Laštůvka & A. Laštůvka, 2007)
- G. globulariae (Klimesch, 1975)
- G. hamirella (Chrétien, 1915)
- G. headleyella (Stainton, 1854) — brunelmineermot
- G. helladica (Z. Laštůvka & A. Laštůvka, 2007)
- G. istriae (A. Laštůvka & Z. Laštůvka, 2000)
- G. kalavritana (Z. Laštůvka & A. Laštůvka, 1998)
- G. lavandulae (Z. Laštůvka & A. Laštůvka, 2007)
- G. liskai (A. Laštůvka & Z. Laštůvka, 2000)
- G. lituanica (Ivinskis & van Nieukerken, 2012)
- G. magna (A. Laštůvka & Z. Laštůvka, 1997)
- G. megaphallus (van Nieukerken, Z. Laštůvka & A. Laštůvka, 2013)
- G. melanoptera (van Nieukerken & Puplesis, 1991)
- G. micromeriae (Walsingham, 1908)
- G. montana (Z. Laštůvka, A. Laštůvka & van Nieukerken, 2007)
- G. oishiella (Matsumura, 1931)
- G. pederi (Z. Laštůvka & A. Laštůvka, 2007)
- G. raikhonae Puplesis, 1985
- G. rosmarinella (Chrétien, 1914)
- G. rusticula (Meyrick, 1916)
- G. saccharella (Braun, 1912)
- G. salicinae (Klimesch, 1975)
- G. salvifoliae (Z. Laštůvka & A. Laštůvka, 2007)
- G. sanctaecrucis (Walsingham, 1908)
- G. sanctibenedicti (Klimesch, 1979)
- G. saturejae (Parenti, 1963)
- G. siciliae (Z. Laštůvka, A. Laštůvka & van Nieukerken, 2013)
- G. stoechadella (Klimesch, 1975)
- G. teucriella (Chrétien, 1914)
- G. thymi (Szöcs, 1965)
- G. trilobella (Klimesch, 1978)
- G. zollikofferiela (Chrétien, 1914)